# Frente de Convergencia Nacional

Logo Antiguo del Frente de Convergencia Nacional

El Frente de Convergencia Nacional (FCN-Nación) fue un partido político guatemalteco de derecha, dirigido por los hermanos Jimmy Morales y Sammy Morales.

## Historia
El partido FCN nación fue establecido el 7 de enero de 2008 por un grupo de oficiales retirados del ejército, incluyendo veteranos del enfrentamiento armado interno afiliados con la Asociación de Veteranos Militares de Guatemala (AVEMILGUA). Fue inscrito como comité pro formación de partido político ante el Tribunal Supremo Electoral (TSE) en 2004. El 7 de enero de 2008 el TSE emitió la resolución del Tribunal Supremo Electoral en la cual se hacía legal el funcionamiento del FCN.

## Elecciones de 2011
En mayo de 2011 el abogado Ricardo Sagastume fue designado como precandidato del FCN para participar en las elecciones programadas para el mes de septiembre. Posteriormente declinó su candidatura por no contar el partido con suficientes fondos para promover su campaña. Sagastume posteriormente se adhirió al partido Libertad Democrática Renovada (LIDER), con la finalidad de alcanzar una diputación.
El FCN únicamente postuló candidatos a alcaldías, a diputaciones para el Congreso de la República y el PARLACEN. Su desempeño electoral fue bastante pobre, ya que no conquistó ningún cargo público, obteniendo menos del 0,33 % del voto popular. Aunque el partido no cumplió con los requerimientos mínimos para mantenerse vigente, fue exento de cancelación por no haber participado en la elección presidencial.
Después de permanecer inactivo por varios meses, el partido realizó su asamblea ordinaria bianual en marzo de 2013. y renueva completamente a sus dirigentes y su símbolo. El cambio más importante fue la elección del Jimmy Morales, estrella del programa televisivo Moralejas, como secretario general del partido en su asamblea nacional. Morales dejó en claro su pretensión de ser candidato presidencial en las elecciones generales de 2015.
Actualmente se define como un partido de centro, con ideología nacionalista cívico constitucional y republicano.

## Elecciones de 2015
Para las elecciones del 6 de septiembre de 2015, Jimmy Morales del partido FCN obtuvo cerca del 23.8 % de los votos válidos (4 855 517), obteniendo el primer lugar de la primera vuelta electoral proclamándose presidente electo de Guatemala. En segundo lugar quedó Sandra Torres de la Unidad Nacional de la Esperanza (UNE) con 19.71 % y en un tercer lugar Manuel Baldizón de partido LIDER con 19.60 %.
A pesar de haber obtenido el primer lugar en las elecciones para presidente, el partido apenas obtuvo 11 diputaciones, LIDER obtuvo 45 diputados y UNE 32 diputados, de un total de 158 curules disponibles, sin alcanzar ninguna alcaldía.
En diciembre de 2016, el Tribunal Supremo Electoral denunció al partido FCN por ocultar información de sus financistas de campaña. Posteriormente, en junio de 2018, el pleno de magistrados del Tribunal Supremo Electoral dio por iniciado el proceso para la cancelación del partido.

## Elecciones de 2019
El exmilitar y diputado al congreso de la república de Guatemala, Estuardo Galdámez y la señora Betty Marroquin se postularon como binomio presidencial para las elecciones generales del 2019 en la ciudad de Guatemala el 27 de enero de 2019.

## Elecciones de 2023
En las elecciones generales de 2023, postularon a Sammy Morales como candidato presidencial. Morales obtuvo menos del 5 % de los votos, y el partido no obtuvo ningún diputado, por lo que, de conformidad con la Ley Electoral y de Partidos Políticos, el partido fue disuelto por el Tribunal Supremo Electoral. El 8 de enero de 2024, el partido fue formalmente cancelado por el Tribunal Supremo Electoral.

## Candidatos a la Presidencia de Guatemala
| Año electoral | Candidato         | 1.ª vuelta         | 1.ª vuelta         | 2.ª vuelta         | 2.ª vuelta         |
| Año electoral | Candidato         | Total de votos     | Porcentaje         | Total de votos     | Porcentaje         |
| ------------- | ----------------- | ------------------ | ------------------ | ------------------ | ------------------ |
| 2011          | Ricardo Sagastume | No pudo participar | No pudo participar | No pudo participar | No pudo participar |
| 2015          | Jimmy Morales     | 1 152 394          | 23,99 % (1.º)      | 2 393 269          | 65.48 % (1.º)      |
| 2019          | Estuardo Galdámez | 180 414            | 4.12 % (8.º)       |                    |                    |
| 2023          | Sammy Morales     | 22 816             | 0.54 % (20.º)      |                    |                    |